# Il concilio di pietra
Il concilio di pietra è un romanzo scritto da Jean-Christophe Grangé, pubblicato in Italia da Garzanti nel 2001.

## Al cinema
Dal libro è stato tratto il film L'eletto (Le Concile de pierre) del 2006, diretto da Guillaume Nicloux. Interpreti: Monica Bellucci, Catherine Deneuve, Moritz Bleibtreu, Sami Bouajila, Elsa Zylberstein.

## Edizioni in italiano
- Jean-Christophe Grangé, Il concilio di pietra, traduzione di Idolina Landolfi, Garzanti, Milano 2001 ISBN 88-11-66207-9
- Jean-Christophe Grangé, Il concilio di pietra, traduzione di Idolina Landolfi, SuperPocket, Milano 2003 ISBN 978-88-462-0303-8
- Jean-Christophe Grangé, Il concilio di pietra: romanzo, Garzanti, Milano 2005 ISBN 88-11-67893-5
- Jean-Christophe Grangé, Il concilio di pietra, Collana Bestseller, Garzanti, Milano 2010
- Jean-Christophe Grangé; Il concilio di pietra, traduzione di Idolina Landolfi, Garzanti, Milano 2019 ISBN 978-88-11-60978-0